# كأس أوروبا 1980–81
دوري أبطال أوروبا 1980-1981 هو الموسم السادس والعشرون من بطولة دوري أبطال أوروبا والتي كانت تُسمى في ذلك الوقت بكأس أوروبا، فاز فريق ليفربول بهذه البطولة بعد أن تغلب على فريق ريال مدريد بنتيجة 1-0. أقيمت المبارة النهائية بين الفريقين في مدينة باريس بتاريخ 27 مايو من عام 1981.

## الدور التمهيدي
| الفريق الأول        | إجم. | الفريق الثاني | مباراة الذهاب | مباراة الإياب |
| ------------------- | ---- | ------------- | ------------- | ------------- |
| نادي بودابست هونفيد | 11–0 | نادي فاليتا   | 8–0           | 3–0           |

### مباريات الذهاب
| نادي بودابست هونفيد | 8–0   | نادي فاليتا |
| --- | ----- | ----------- |
| بيلا بودوني 3' · إمري جارابا 4' · مارتون إسترهازي 25' · إستفان كوكسيس 43' (ض.ج) · لاسزلو داجكا 54'، 83' · جوزيف فارغا 83'، 90' | تقرير |             |

### مباريات الإياب
| نادي فاليتا | 0–3   | نادي بودابست هونفيد                        |
| ----------- | ----- | ------------------------------------------ |
|             | تقرير | مارتون إسترهازي 16'، 75' · بيلا بودوني 21' |

بودابست فاز 11–0 في المجموع.

## الدور الأول
| الفريق الأول      | إجم. | الفريق الثاني         | مباراة الذهاب | مباراة الإياب |
| ----------------- | ---- | --------------------- | ------------- | ------------- |
| نادي أبردين       | 1–0  | أوستريا فيينا         | 1–0           | 0–0           |
| أولو              | 2–11 | نادي ليفربول          | 1–1           | 1–10          |
| سسكا صوفيا        | 2–0  | نوتينغهام فورست       | 1–0           | 1–0           |
| نادي طرابزون سبور | 2–4  | شومبيركي بيوتوم       | 2–1           | 0–3           |
| نادي أولمبياكوس   | 2–7  | بايرن ميونخ           | 2–4           | 0–3           |
| دينامو تيرانا     | 0–3  | أياكس أمستردام        | 0–2           | 0–1           |
| آي بي في          | 1–2  | بانيك أوسترافا        | 1–1           | 0–1           |
| دينامو برلين      | 4–2  | نادي أبويل            | 3–0           | 1–2           |
| جينيس إيسش        | 0–9  | سبارتاك موسكو         | 0–5           | 0–4           |
| نادي هالمستاد     | 2–3  | نادي إيسبيرغ          | 0–0           | 2–3           |
| نادي يميريك       | 2–7  | ريال مدريد            | 1–2           | 1–5           |
| سبورتينغ لشبونة   | 0–3  | نادي بودابست هونفيد   | 0–2           | 0–1           |
| نادي لينفيلد      | 0–3  | نادي نانت             | 0–1           | 0–2           |
| إنتر ميلان        | 3–1  | يونيفرسيتاتيا كرايوفا | 2–0           | 1–1           |
| نادي كلوب بروج    | 1–5  | نادي بازل             | 0–1           | 1–4           |
| نادي فيكينغ       | 3–7  | النجم الأحمر بلغراد   | 2–3           | 1–4           |

### مباريات الذهاب
| نادي أبردين    | 1–0   | أوستريا فيينا |
| -------------- | ----- | ------------- |
| مارك مكجهي 31' | تقرير |               |

| أولو              | 1–1   | نادي ليفربول      |
| ----------------- | ----- | ----------------- |
| سيبو بوتينيمي 81' | تقرير | تيري مكديرموت 15' |

| سسكا صوفيا         | 1–0   | نوتنغهام |
| ------------------ | ----- | -------- |
| تسفيتان يونشيف 70' | تقرير |          |

| نادي طرابزون سبور                  | 2–1   | شومبيركي بيوتوم     |
| ---------------------------------- | ----- | ------------------- |
| سينان أونال 36' · تونساي سوياك 54' | تقرير | يواخيم ويكزوريك 87' |

| نادي أولمبياكوس                       | 2–4   | بايرن ميونخ                                                              |
| ------------------------------------- | ----- | ------------------------------------------------------------------------ |
| مايك غالاكوس 26' · توماس أهلستروم 82' | تقرير | فولفيانغ دريملير 22'، 63' · كارل-هاينتس رومنيغه 57' · فولفيانغ كراوس 66' |

| دينامو تيرانا | 0–2   | أياكس أمستردام       |
| ------------- | ----- | -------------------- |
|               | تقرير | فرانك أرنسن 69'، 89' |

| آي بي في               | 1–1   | بانيك أوسترافا   |
| ---------------------- | ----- | ---------------- |
| سيغورلاس بورليفسون 28' | تقرير | فاكلاك دانيك 42' |

| دينامو برلين                                              | 3–0   | نادي أبويل |
| --------------------------------------------------------- | ----- | ---------- |
| فرانك تيرليتزكي 51' · نوربيت تريلوف 72' · بيرند سكولز 87' | تقرير |            |

| جينيس إيسش | 0–5   | سبارتاك موسكو                                                          |
| ---------- | ----- | ---------------------------------------------------------------------- |
|            | تقرير | يوري غافريلوف 1'، 31'، 68' · فاغيز خيدياتولين 43' · جيورجي يارتسيف 84' |

| نادي هالمستاد | 0–0   | نادي إيسبيرغ |
| ------------- | ----- | ------------ |
|               | تقرير |              |

| نادي يميريك    | 1–2   | ريال مدريد                                           |
| -------------- | ----- | ---------------------------------------------------- |
| ديس كينيدي 51' | تقرير | خوان غوميز غونزاليس 71' (ض.ج) · فرانسيسكو بينيدا 85' |

| سبورتينغ لشبونة | 0–2   | نادي بودابست هونفيد              |
| --------------- | ----- | -------------------------------- |
|                 | تقرير | بيلا بودوني 50' · أنتال ناجي 65' |

| نادي لينفيلد | 0–1   | نادي نانت      |
| ------------ | ----- | -------------- |
|              | تقرير | لويك أميسي 37' |

| إنتر ميلان                       | 2–0   | يونيفرسيتاتيا كرايوفا |
| -------------------------------- | ----- | --------------------- |
| أليساندرو ألتوبيلي 8' (ض.ج)، 60' | تقرير |                       |

| نادي كلوب بروج | 0–1   | نادي بازل       |
| -------------- | ----- | --------------- |
|                | تقرير | إيرني مايسن 65' |

| نادي فيكينغ                          | 2–3   | النجم الأحمر بلغراد                                                          |
| ------------------------------------ | ----- | ---------------------------------------------------------------------------- |
| توربورن سفيندسن 30' · إينار سيبو 50' | تقرير | فلاديمير بتروفيتش 70' · تور بريكي 77' (هدف في مرماه) · سيربرينكو ريبسيتش 80' |

### مباريات الإياب
| أوستريا فيينا | 0–0   | نادي أبردين |
| ------------- | ----- | ----------- |
|               | تقرير |             |

أبردين فاز 1–0 في المجموع.
| نادي ليفربول | 10–1  | أولو              |
| --- | ----- | ----------------- |
| غرايم سونيس 5'، 24'، 52' (ض.ج) · تيري مكديرموت 29'، 41'، 83' · سامي لي 53' · راي كينيدي 66' · ديفيد فيركلوف 68'، 81' | تقرير | كيث آرمسترونغ 47' |

ليفربول فاز 11–2 في المجموع.
| نوتينغهام فورست | 0–1   | سسكا صوفيا       |
| --------------- | ----- | ---------------- |
|                 | تقرير | روزين كيرموف 33' |

سسكا صوفيا فاز 2–0 في المجموع.
| شومبيركي بيوتوم                                         | 3–0   | نادي طرابزون سبور |
| ------------------------------------------------------- | ----- | ----------------- |
| يان بيس 17' · رومان أوغازا 80' · جانوسز سروكا 89' (ض.ج) | تقرير |                   |

شومبيركي بيوتوم فاز 4–2 في المجموع.
| بايرن ميونخ                                                        | 3–0   | نادي أولمبياكوس |
| ------------------------------------------------------------------ | ----- | --------------- |
| دايتر هونيب 2' · كارل-هاينتس رومنيغه 7' · نوربيرت يانزون 68' (ض.ج) | تقرير |                 |

بايرن ميونخ فاز 7–2 في المجموع.
| أياكس أمستردام       | 1–0   | دينامو تيرانا |
| -------------------- | ----- | ------------- |
| سورين لربي 80' (ض.ج) | تقرير |               |

أياكس فاز 3–0 في المجموع.
| بانيك أوسترافا        | 1–0   | آي بي في |
| --------------------- | ----- | -------- |
| روتيسلاف فوياسيتش 31' | تقرير |          |

بانيك أوسترافا فاز 2–1 في المجموع.
| نادي أبويل                          | 2–1   | دينامو برلين   |
| ----------------------------------- | ----- | -------------- |
| أندرياس هايليس 39' · جورج بيترو 48' | تقرير | أولاف سيير 86' |

دينامو برلين فاز 4–2 في المجموع.
| سبارتاك موسكو                                                                               | 4–0   | جينيس إيسش |
| ------------------------------------------------------------------------------------------- | ----- | ---------- |
| سيرجي بيغات 15' (هدف في مرماه) · سيرجي رودينوف 24' · يوري غافريلوف 40' · جيورجي يارتسيف 88' | تقرير |            |

سبارتاك موسكو فاز 9–0 في المجموع.
| نادي إيسبيرغ                                            | 3–2   | نادي هالمستاد                           |
| ------------------------------------------------------- | ----- | --------------------------------------- |
| فليمنغ إيفرسن 9' · جون لاوريدسن 24' · هينينغ إيلسين 49' | تقرير | سيفارد جوهانسون 31' · لينارت لارسون 89' |

إيسبيرغ فاز 3–2 في المجموع.
| ريال مدريد                                                                           | 5–1   | نادي يميريك    |
| ------------------------------------------------------------------------------------ | ----- | -------------- |
| كارلوس سانتيلانا 15'، 31' · أنخيل كانو 69' · لوري كننغهام 71' · فرانسيسكو بينيدا 83' | تقرير | ديس كينيدي 43' |

ريال مدريد فاز 7–2 في المجموع.
| نادي بودابست هونفيد | 1–0   | سبورتينغ لشبونة |
| ------------------- | ----- | --------------- |
| لاسزلو داجكا 38'    | تقرير |                 |

بودابست هونفيد فاز 3–0 في المجموع.
| نادي نانت                             | 2–0   | نادي لينفيلد |
| ------------------------------------- | ----- | ------------ |
| جيليس رامبيلون 17' · إنزو تروسيرو 60' | تقرير |              |

نانت فاز 3–0 في المجموع.
| يونيفرسيتاتيا كرايوفا | 1–1   | إنتر ميلان      |
| --------------------- | ----- | --------------- |
| أوريل بيلديانو 18'    | تقرير | كارلو مورارو 8' |

إنتر ميلان فاز 3–1 في المجموع.
| نادي بازل                                                                           | 4–1   | نادي كلوب بروج  |
| ----------------------------------------------------------------------------------- | ----- | --------------- |
| ماركوس تانير 14' · جورج ستوهلير 48' (ض.ج) · آرثر فون وارتبورغ 55' · والتر غيسير 81' | تقرير | جان كويلمانس 4' |

بازل فاز 5–1 في المجموع.
| النجم الأحمر بلغراد                                                                | 4–1   | نادي فيكينغ   |
| ---------------------------------------------------------------------------------- | ----- | ------------- |
| بوسكو غوروفسكي 21' · رايكو يانجانين 24' · فلاديمير بتروفيتش 29' · ستامينكوفيتش 58' | تقرير | تور بريكي 58' |

النجم الأحمر فاز 7–3 في المجموع.

## الدور الثاني
| الفريق الأول   | إجم.        | الفريق الثاني       | مباراة الذهاب | مباراة الإياب |
| -------------- | ----------- | ------------------- | ------------- | ------------- |
| أبردين         | 0–5         | ليفربول             | 0–1           | 0–4           |
| سسكا صوفيا     | 5–0         | شومبيركي بيوتوم     | 4–0           | 1–0           |
| بايرن ميونخ    | 6–3         | أياكس أمستردام      | 5–1           | 1–2           |
| بانيك أوسترافا | 1–1 (ق.خ.د) | دينامو برلين        | 0–0           | 1–1           |
| سبارتاك موسكو  | 3–2         | نادي إيسبيرغ        | 3–0           | 0–2           |
| ريال مدريد     | 3–0         | نادي بودابست هونفيد | 1–0           | 2–0           |
| نادي نانت      | 2–3         | إنتر ميلان          | 1–2           | 1–1           |
| نادي بازل      | 1–2         | النجم الأحمر بلغراد | 1–0           | 0–2           |

### مباريات الذهاب
| نادي أبردين | 0–1   | نادي ليفربول     |
| ----------- | ----- | ---------------- |
|             | تقرير | تيري مكديرموت 5' |

| سسكا صوفيا                                           | 4–0   | شومبيركي بيوتوم |
| ---------------------------------------------------- | ----- | --------------- |
| تسفيتان يونشيف 22'، 58'، 60' · رادوسلاف زدرافكوف 75' | تقرير |                 |

| بايرن ميونخ                                                               | 5–1   | أياكس أمستردام  |
| ------------------------------------------------------------------------- | ----- | --------------- |
| بيرند دورنبيرجر 45' · كارل-هاينتس رومنيغه 51'، 82' · دايتر هونيب 80'، 90' | تقرير | فرانك أرنسن 37' |

| بانيك أوسترافا | 0–0   | دينامو برلين |
| -------------- | ----- | ------------ |
|                | تقرير |              |

| سبارتاك موسكو                               | 3–0   | نادي إيسبيرغ |
| ------------------------------------------- | ----- | ------------ |
| فاغيز خيدياتولين 19'، 70' · سيرجي شافلو 39' | تقرير |              |

| ريال مدريد           | 1–0   | نادي بودابست هونفيد |
| -------------------- | ----- | ------------------- |
| كارلوس سانتيلانا 22' | تقرير |                     |

| نادي نانت            | 1–2   | إنتر ميلان                                   |
| -------------------- | ----- | -------------------------------------------- |
| باتريس ريو 69' (ض.ج) | تقرير | أليساندرو ألتوبيلي 12' · هيربيت بروهاسكا 85' |

| نادي بازل          | 1–0   | النجم الأحمر بلغراد |
| ------------------ | ----- | ------------------- |
| ديتليف لاوسكير 33' | تقرير |                     |

### مباريات الإياب
| نادي ليفربول                                                                  | 4–0   | نادي أبردين |
| ----------------------------------------------------------------------------- | ----- | ----------- |
| ويلي ميلر 37' (هدف في مرماه) · فيل نيل 43' · كيني دالغليش 58' · آلن هانسن 71' | تقرير |             |

ليفربول فاز 5–0 في المجموع.
| شومبيركي بيوتوم | 0–1   | سسكا صوفيا        |
| --------------- | ----- | ----------------- |
|                 | تقرير | سباس دزيفيزوف 53' |

سسكا صوفيا فاز 5–0 في المجموع.
| أياكس أمستردام                          | 2–1   | بايرن ميونخ             |
| --------------------------------------- | ----- | ----------------------- |
| مارتين ويغيمانسن 16' · فرانك ريكارد 18' | تقرير | كارل-هاينتس رومنيغه 81' |

بايرن ميونخ فاز 6–3 في المجموع.
| دينامو برلين          | 1–1   | بانيك أوسترافا        |
| --------------------- | ----- | --------------------- |
| رينير تروبا 58' (ض.ج) | تقرير | لوبومير ناب 33' (ض.ج) |

فاز بانيك أوسترافا بنتيجة 1-1 في المجموع بفضل قانون الأهداف خارج الديار.
| نادي إيسبيرغ                          | 2–0   | سبارتاك موسكو |
| ------------------------------------- | ----- | ------------- |
| جون لاوريدسن 47' · فليمينغ إيفرسن 72' | تقرير |               |

سبارتاك موسكو فاز 3–2 في المجموع.
| نادي بودابست هونفيد | 0–2   | ريال مدريد                                        |
| ------------------- | ----- | ------------------------------------------------- |
|                     | تقرير | لوري كننغهام 26' · فرانسيسكو غارسيا هيرنانديز 82' |

ريال مدريد فاز 3–0 في المجموع.
| إنتر ميلان             | 1–1   | نادي نانت      |
| ---------------------- | ----- | -------------- |
| أليساندرو ألتوبيلي 29' | تقرير | لويك أميسي 75' |

إنتر ميلان فاز 3–2 في المجموع.
| النجم الأحمر بلغراد                       | 2–0   | نادي بازل |
| ----------------------------------------- | ----- | --------- |
| سيربرينكو ريبسيتش 6' · رايكو يانجانين 18' | تقرير |           |

النجم الأحمر فاز 2–1 في المجموع.

## ربع النهائي
| الفريق الأول  | إجم. | الفريق الثاني       | مباراة الذهاب | مباراة الإياب |
| ------------- | ---- | ------------------- | ------------- | ------------- |
| ليفربول       | 6–1  | سسكا صوفيا          | 5–1           | 1–0           |
| بايرن ميونخ   | 6–2  | بانيك أوسترافا      | 2–0           | 4–2           |
| سبارتاك موسكو | 0–2  | ريال مدريد          | 0–0           | 0–2           |
| إنتر ميلان    | 2–1  | النجم الأحمر بلغراد | 1–1           | 1–0           |

### مباريات الذهاب
| نادي ليفربول                                                | 5–1   | سسكا صوفيا         |
| ----------------------------------------------------------- | ----- | ------------------ |
| غرايم سونيس 16'، 51'، 80' · سامي لي 45' · تيري مكديرموت 62' | تقرير | تسفيتان يونشيف 60' |

| بايرن ميونخ                                | 2–0   | بانيك أوسترافا |
| ------------------------------------------ | ----- | -------------- |
| نوربيرت جانزون 48' · بول برايتنر 89' (ض.ج) | تقرير |                |

| سبارتاك موسكو | 0–0   | ريال مدريد |
| ------------- | ----- | ---------- |
|               | تقرير |            |

| إنتر ميلان        | 1–1   | النجم الأحمر بلغراد   |
| ----------------- | ----- | --------------------- |
| دومينيكو كاسو 44' | تقرير | سيربرينكو ريبسيتش 75' |

### مباريات الإياب
| سسكا صوفيا | 0–1   | نادي ليفربول     |
| ---------- | ----- | ---------------- |
|            | تقرير | ديفيد جونسون 10' |

ليفربول فاز 6–1 في المجموع.
| بانيك أوسترافا                   | 2–4   | بايرن ميونخ                                                                 |
| -------------------------------- | ----- | --------------------------------------------------------------------------- |
| بيتر نيميتش 69' · ويرنر ليكا 71' | تقرير | دايتر هونيب 8' · فوفيانغ كراوس 26' · يورغين روبير 32' · بيرند دورنبيرغر 38' |

بايرن ميونخ فاز 6–2 في المجموع.
| ريال مدريد      | 2–0   | سبارتاك موسكو |
| --------------- | ----- | ------------- |
| إسيدرو 70'، 80' | تقرير |               |

ريال مدريد فاز 2–0 في المجموع.
| النجم الأحمر بلغراد | 0–1   | إنتر ميلان       |
| ------------------- | ----- | ---------------- |
|                     | تقرير | كارلو مورارو 13' |

إنتر ميلان فاز 2–1 في المجموع.

## نصف النهائي
| الفريق الأول | إجم.        | الفريق الثاني | مباراة الذهاب | مباراة الإياب |
| ------------ | ----------- | ------------- | ------------- | ------------- |
| ليفربول      | 1–1 (ق.خ.د) | بايرن ميونخ   | 0–0           | 1–1           |
| ريال مدريد   | 2–1         | إنتر ميلان    | 2–0           | 0–1           |

### مباريات الذهاب
| نادي ليفربول | 0–0   | بايرن ميونخ |
| ------------ | ----- | ----------- |
|              | تقرير |             |

| ريال مدريد                                     | 2–0   | إنتر ميلان |
| ---------------------------------------------- | ----- | ---------- |
| كارلوس سانتيلانا 29' · خوان غوميز غونزاليس 47' | تقرير |            |

### مباريات الإياب
| بايرن ميونخ             | 1–1   | نادي ليفربول   |
| ----------------------- | ----- | -------------- |
| كارل-هاينتس رومنيغه 88' | تقرير | راي كينيدي 83' |

ليفربول فاز 1-1 في المجموع بفضل قانون الأهداف خارج الديار.
| إنتر ميلان        | 1–0   | ريال مدريد |
| ----------------- | ----- | ---------- |
| غرازيانو بيني 57' | تقرير |            |

ريال مدريد فاز 2–1 في المجموع.

## النهائي
| نادي ليفربول    | 1–0              | ريال مدريد |
| --------------- | ---------------- | ---------- |
| ألان كينيدي 82' | تقرير ماتش سينتر |            |

## قائمة الهدافين
| المركز | الإسم               | الفريق              | الأهداف |
| ------ | ------------------- | ------------------- | ------- |
| 1      | تيري مكديرموت       | نادي ليفربول        | 6       |
| 1      | كارل-هاينتس رومنيغه | بايرن ميونخ         | 6       |
| 1      | غرايم سونيس         | نادي ليفربول        | 6       |
| 4      | تسفيتان يونشيف      | سسكا صوفيا          | 5       |
| 5      | أليساندرو ألتوبيلي  | إنتر ميلان          | 4       |
| 5      | يوري غافريلوف       | سبارتاك موسكو       | 4       |
| 5      | دايتر هونيب         | بايرن ميونخ         | 4       |
| 5      | كارلوس سانتيلانا    | ريال مدريد          | 4       |
| 9      | فاغيز خيدياتولين    | سبارتاك موسكو       | 3       |
| 9      | سيربرينكو ريبسيتش   | النجم الأحمر بلغراد | 3       |